# Opisthacanthus piscatorius
Espèce
Opisthacanthus piscatorius est une espèce de scorpions de la famille des Hormuridae.

## Distribution
Cette espèce est endémique du Cap-Occidental en Afrique du Sud. Elle se rencontre vers le cap Hangklip à Overstrand.

## Description
La femelle décrite par Lourenço en 1987 mesure 70 mm.

## Publication originale
- Lawrence, 1955  : Solifugae, Scorpions and Pedipalpi, with checklists and keys to South African families, genera and species. Results of the Lund University Expedition in 1950-1951. South African Animal Life, vol. 1, p. 152-262.